# 染华墓志

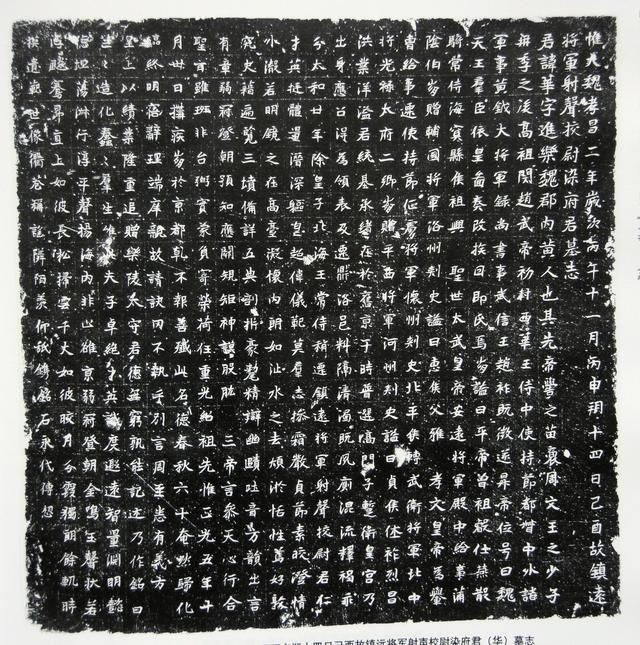
染華墓志，现藏於偃师商城博物馆

染华墓志是北魏的石碑墓志铭，于一九九一年秋出土于中国河南省偃师县城关乡杏元村东砖厂，现藏偃师商城博物馆。首次公开于《考古》1993年第5期。染华墓志记载了冉闵，是研究后赵时期人物冉闵的重要资料。

## 简介
墓志原文题首为《惟大魏孝昌二年岁次丙午十一月丙申朔己酉故镇远将军射声校尉染府君墓志》，志青石质，形状为方形，高和宽都是58.5厘米，厚度为9.5厘米。碑文共25行，满行25字，共553字。
据内容记载，墓主人染华，死于北魏正光五年（524年）十一月三十日，终年六十岁。石碑刻立于孝昌二年（526年）十一月十四日。

## 正文
君讳华，字进乐，魏郡内黄人也。其先帝喾之苗裔，周文王之少子冉季之后。高祖闵，赵武帝初，封西华王，侍中、使持节、都督中外诸军事、黄钺大将军、录尚书事、武信王。赵祚既微，遂升帝位，号曰魏天王。群臣依皇图，奏改族， 因即氏焉。崩，谥曰平帝。曾祖叡，仕燕散骑常侍、海賓县侯。祖兴，圣世太武皇帝安远将军、殿中给事、蒲阴伯。崩，赠辅国将军、洛州刺史，谥曰惠侯。父雅， 孝文皇帝为辇曹给事，迁使持节、征虏将军、怀州刺史、北平侯，转武卫将军、北中将、光禄太府二卿。崩，赠平西将军、河州刺史，谥曰贞侯。

休祚烈昌，洪业洋溢，君统基承绪，在于旧京。于时普选高门子，暂卫皇宫，乃出身应召，得为领表。及迁鼎洛邑，料隔清浊，既夙厕混流，释褐乖分，太和廿年除皇子北海王常侍，稍迁镇远将军射声校尉。君仁才英挺，体量潜深，躯皃超伟，仪范莫群，志操霜严，贞节素皎。澄情冰澈，若明镜之在高台；凝怀内朗，如沚水之去烦淤。恬性笃好，敦究史籍，遍览三坟，备详五典，剖析毫牦，精辩幽赜，吐音方韵，出言有章。弱冠登朝，预知应关，规矩神谟，股肱三帝。言参天心，行合圣旨。虽班非台弼，实蒙负寄，荣荷任重，光绍祖先。惟正光五年十月卅日，构疾崩於京都。乾不报善，歼此名德，春秋六十，奄然归化。临终明寤，辞理端庠，亲故请诀，罔不执手，别言周至，悉有义方。皇上以绩业隆重，追赠乐陵太守。君德无穷，孰能记述？乃作铭曰：芒芒造化，蠢蠢群生，唯此夫子，卓绝才英。识度遐远，智量渊明，懿德坦荡，淑行淳平。声扬海内，非止雒京。弱冠登朝，金鸣玉响，状若浮飚，鶱昂直上。如彼长松，扫云千丈，如彼皎月，分霞独朗。馀轨时模，遗范世像，衢巷称谣，隣陌羡仰。舐镌铭石，永代传想。